# Partit
Partit (vocablo valenciano que significa burdel  o casa pública) era el lugar dentro de la ciudad de Valencia donde, con autorización y vigilancia del gobierno, se ejercía la prostitución hasta el siglo XVII, y que en los Fueros de Valencia se conocía como Rei Arlol. En este barrio residían todas las prostitutas, sin permitírseles hacerlo en ningún otro lugar.
Este barrio o distrito, que también era conocido como Pobla Vella o Comú, se encontraba en la parte del actual Barri del Carmen que hoy se encuentra entre las calles Corona, Cendra y la que se conocía como Huerto del Partit, hacia el Portal Nou. En su origen estaba fuera de la ciudad, pero después de la ampliación de la muralla quedó integrado, si bien separado por altos muros. El barrio se cerraba al caer la noche y no se permitía pernoctar a ningún hombre.

## Organización
- Los mujeres que se dedicaban a esta actividad debían residir en el barrio.
- Para su gobierno, la ciudad había organizado una policía civil, moral y sanitaria.
- No se admitía a mujeres que no hubieran cumplido los 20 años y necesitaban la autorización de la Justicia criminal, que la daba si tenía la de los padres o tutores.
- No podían salir por la ciudad con manto, ni trajes con encajes o pieles, y debían llevar un distintivo que consistía en una especie de toalla ceñida al cuerpo.
- En Cuaresma debían salir en procesión al sermón.
- Desde de 1385 se dispuso que del Lunes al Sábado Santo debían estar en la casa de las arrepentidas.
- Durante los principales festividades eran obligadas a recogerse y se les llevaba a la Casa-cofradía de los cortantes (en la esquina de las calles Pellicers y Hospital) o a la ermita de Santa Lucía, costeando la ciudad los gastos.

## Reseñas
Con ocasión de la visita del señor de Mountigny en 1501 acompañante de Felipe el Hermoso, se describe el barrio y sus habitantes como un lugar de gran lujo y comodidad, con habitaciones repletas de tapices en muchos casos, según relata la Gasseta de Madrid, y cada una sus habitantes tenía cerca de sí una bella lámpara para que los visitantes pudieran verla mejor.

Según referencias, el barrio desapareció en 1677.